# Bucculatrix trifasciella
Bucculatrix trifasciella är en fjärilsart som beskrevs av James Brackenridge Clemens 1866. Bucculatrix trifasciella ingår i släktet Bucculatrix och familjen kronmalar. Inga underarter finns listade i Catalogue of Life.